# Pompeo Della Barba

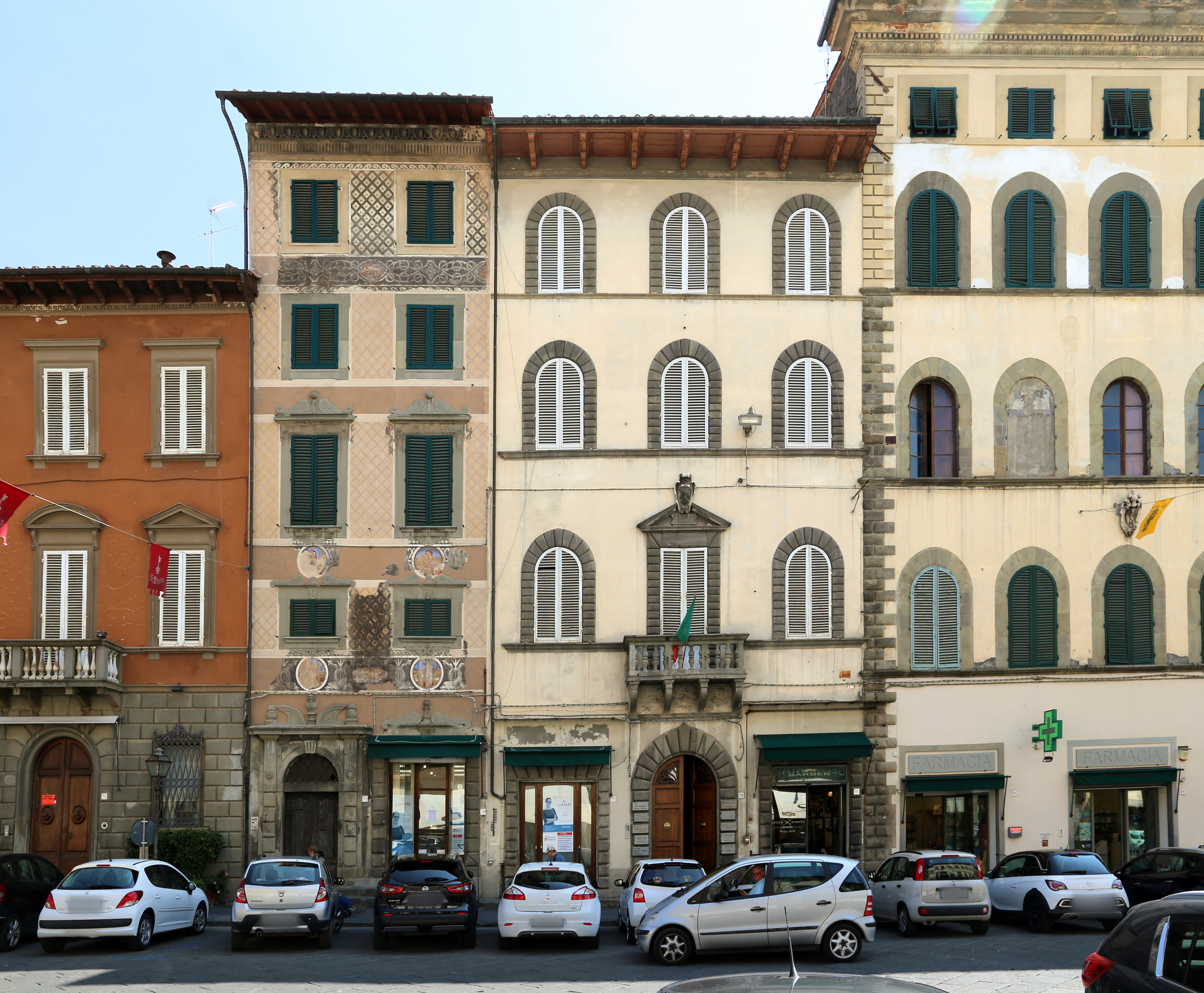
Il Palazzo Della Barba (al centro) a Pescia.

Pompeo Della Barba (Pescia, 16 settembre 1521 – 4 marzo 1582) è stato un medico, letterato e filosofo italiano.

## Biografia
Figlio di Bartolomeo di Simone, anch'egli medico, proveniente dalla Lunigiana, e di Lucrezia di Simone Spilletti, ebbe due fratelli, Virgilio e Simone, entrambi dottori in legge. Tra il 1543 e il 1548, compì gli studi in medicina presso l'Università di Pisa, dove fu allievo del medico e filosofo Simone Porzio. Dopo la laurea si dedicò alla letteratura e tenne presso l'Accademia Fiorentina due lezioni, che verranno stampate nel 1549 con il titolo di Esposizione di un sonetto platonico fatto sopra il primo effetto d'amore che è il separare l'anima dal corpo dell'amante, dove si tratta dell'immortalità dell'anima secondo Platone e secondo Aristotele.
Nel 1555 curò la traduzione dell'Heptaplus di Giovanni Pico della Mirandola ad opera del canonico Antonio Buonagrazia. Nel 1556 uscì l'edizione in volgare dei Topica di Marco Tullio Cicerone, frutto della collaborazione con il fratello Simone, membro dell'Accademia Fiorentina come lui. Da ultimo pubblicò i Due primi dialoghi. Nell'uno dei quali si ragiona de' segreti della natura; nell'altro, se siano di maggior pregio le armi, o le lettere, che fu condanna dal Sant'Uffizio nel 1564 e oggi è molto raro.
Contestualmente all'attività letteraria, acquisì la fama di medico valente. Nel 1559, il cardinale Angelo de' Medici, che egli aveva avuto in cura, fu eletto papa, con il nome di Pio IV, e lo chiamò a Roma come archiatra pontificio, incarico che manterrà fino alla morte del protettore, avvenuta nel 1565. L'unica opera da lui pubblicata, postuma, fu il De balneis Montis Catini commentarius, di carattere prettamente medico e riguardante le acque termali di Montecatini. Rientrato a Pescia, lì si dedicò totalmente alla carriera medica fino alla morte.